# 1942 en dadaïsme et surréalisme
Pour l'année, voir 1942.
 Chronologie de dada et du surréalisme 
- 1938
- 1939
- 1940
- 1941
- 1942
- 1943
- 1944
- 1945
- 1946

Cet article présente les faits marquants de l'année 1942 en dadaïsme et surréalisme.

## Éphémérides

### Janvier
- 1er janvier
André Breton, Le Dialogue créole, publié à Buenos Aires dans la revue Lettres françaises que dirigent Roger Caillois et Victoria Ocampo[1].

### Février
- 9 février
Lettre d'André Breton à Antoine de Saint-Exupéry : « Vous n'avez pas démissionné clairement du Conseil national[2]. Est-ce ma faute si vous n'êtes pas seulement l'auteur de très beaux livres et au privé un homme des plus émouvant mais aussi quelqu'un d'autre de très influent et de très agissant dont le pouvoir peut s'exercer - et sans doute s'exerce - à rebours de tout ce que pour ma part je juge nécessaire ? »[3]

### Mars
- 3 mars
À New York, exposition Artists in exile organisé par Pierre Matisse, fils d'Henri Matisse[4].

- Pierre Lazareff engage André Breton comme speaker pour lire des textes en français qu'il n'a pas écrits, à la radio La Voix de l'Amérique[5].

- À Londres, parution du premier numéro de la revue Arson (Incendie dans le sens d’« incendie volontaire »)  sous la direction de Toni Del Renzio[6].

### Avril
- 15 avril
Fernand Dumont est arrêté et déporté[7].

- 21 avril
Exposition Yves Tanguy à la galerie de Pierre Matisse[5].

- André Breton, Vie légendaire de Max Ernst, publié dans la revue View[5].

### Mai
- À Mexico, parution du premier numéro de la revue Dyn dirigée par Wolfgang Paalen qui prend ses distances avec André Breton[8].

### Juin
- Parution du premier numéro de la revue VVV dirigée par André Breton et Marcel Duchamp. Pour une question de droit, David Hare en est le rédacteur en chef[9] : « VVV, sans aucun parti pris sectaire, est ouverte à tous les écrivains et artistes qui manifesteront leur accord. VVV ne se bornera pas à être une revue anthologique mais placera au-dessus de tout l'esprit de libre investigation et même d'aventure. »[10]

- Breton, Prolégomène à un troisième manifeste ou non, illustré par Matta[11].

### Août
- Walter Serner est déporté au camp de concentration de Theresienstadt[12].

### Octobre
- 14 octobre
First papers of surrealism, inauguration d'exposition organisée à New York par André Breton et Marcel Duchamp[13] Exposition organisée au profit d'un Comité d'assistance aux prisonniers français[14]. Le catalogue dont la couverture est de Duchamp[15] et la préface de Sidney Janis publie un texte de Breton, De la survivance de certains mythes et de quelques autres mythes en croissance ou en formation[16].

- 21 octobre
À New-York, Peggy Guggenheim inaugure sa galerie par l'exposition Art of this century. Breton (Genèse et perspective artistique du surréalisme), Hans Arp et Piet Mondrian signent les préfaces du catalogue[17].

### Novembre
- 17 novembre
Exposition Wifredo Lam à la galerie de Pierre Matisse à New York[18].

### Décembre
- 10 décembre
André Breton, Situation du surréalisme entre les deux guerres, conférence prononcée devant les étudiants français de l'université de Yale (Connecticut)[19].

### Cette année-là
- Max Ernst rencontre Dorothea Tanning[14].

- À Cuba, Wifredo Lam est nommé vice-président de la Société symphonique et à ce titre, il invite le chef d'orchestre Erich Kleiber et le compositeur Igor Stravinsky[20].

- Au Chili, publication du premier numéro de la revue 'Leitmotiv dirigée par le poète Braulio Arenas : y paraît les Prolégomènes à un 3° Manifeste du Surréalisme d'André Breton[21].

- Robert Desnos convainct Gaston Ferdière de transférer Antonin Artaud à Rodez[22].

### Œuvres
- William Baziotes
  - The Drugged ballonist, collage
- William Baziotes, Jackson Pollock & Robert Motherwell
  - Poèmes automatiques[13]
- Hans Bellmer
  - Paysage 1830, dessin[23]
- André Breton
  - Le Dialogue créole[24]
  - J'ai salué à six pas, poème-objet confectionné à partir d'une carte postale[25]
  - Prolégomène à un troisième manifeste ou non où André Breton propose le concept des Grands transparents : « L'homme n'est peut-être pas le centre, le point de mire de l'univers. On peut se laisser aller à croire qu'il existe [...] des êtres [qui] échappent de façon parfaite à son système de références sensoriels. »[26]
  - Vie légendaire de Max Ernst[27]
- Alexander Calder
  - L'Étoile du matin, stabile[28]
- Leonora Carrington
  - La Chasse, huile sur toile[29]
  - Green tea (La Dame ovale), huile sur toile[30]
- Joseph Cornell
  - Les Îles Salomon, « boite de marin » dont le couvercle est tapissé d'une carte des îles Salomon,
un compartiment supérieur contient vingt petites boussoles et le compartiment inférieur contient des objets et des scènes gravées inspirés de voyages et d'explorations.
- Enrico Donati
  - Disait Giovanni di Paolo, huile sur toile[31]
- Marcel Duchamp
  - A la manière de Delvaux, boîte surréaliste[32]
- Fernand Dumont
  - Traitée des fées, écrit, aux éditions Ça Ira à Anvers[33]
- Max Ernst
  - L'Antipape, huile sur toile[34],[35]
  - L'Europe après la pluie, huile sur toile[36],[37]
  - Jour et nuit, huile sur toile[38],[39]
  - Jeune homme intrigué par le vol d’une mouche non-euclidienne, huile et peinture-laque sur toile[40]
  - La planète affolée, huile sur toile[41]
  - Le surréalisme et le peinture, huile sur toile[42]
- Arshile Gorky
  - Garden in Sochi, série d'huiles sur toile[43]
- Jacques Hérold
  - La Liseuse d'aigle, gouache[44]

- Morris Hirshfield

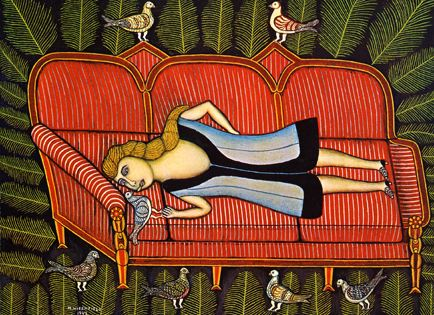
Morris Hirshfield, Girl with Pigeons

  - American Beauty, peinture présentée à l'occasion d'une exposition organisée à New York par André Breton sous le titre Autodidactes dits naïfs[45]
  - Girl with pigeons, huile sur toile
- Laurence Iché
  - Au fil du temps, contes érotiques illustrés par Oscar Dominguez[réf. nécessaire]
- Félix Labisse
  - Charlotte Corday, huile sur toile[46]

- Wifredo Lam

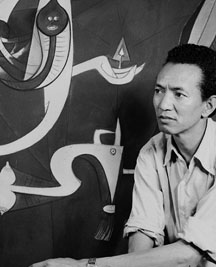
Wilfredo Lam.

  - Le Bruit, huile sur papier marouflé[47]
  - Femme aux fleurs ou Le Bouquet de fleurs, tempera sur papier[48]
  - Lumière dans la forêt[49]
  - La Réunion, tempera sur papier marouflé sur toile[50]
  - Les Yeux dans la grille[51]
- Jacqueline Lamba
  - In spite of everything spring, huile sur toile[52]
  - Le Printemps malgré tout, huile sur toile[53]
- Conroy Maddox (en)
  - Le Jardin enchanté, huile sur toile
- René Magritte
  - Les Compagnons de la peur, huile sur toile[54]
  - Les Misanthropes, huile sur toile
  - Le Regard intérieur, huile sur toile

- André Masson
  - Femme tourmentée, sculpture
  - Massacre de chevaux[55]

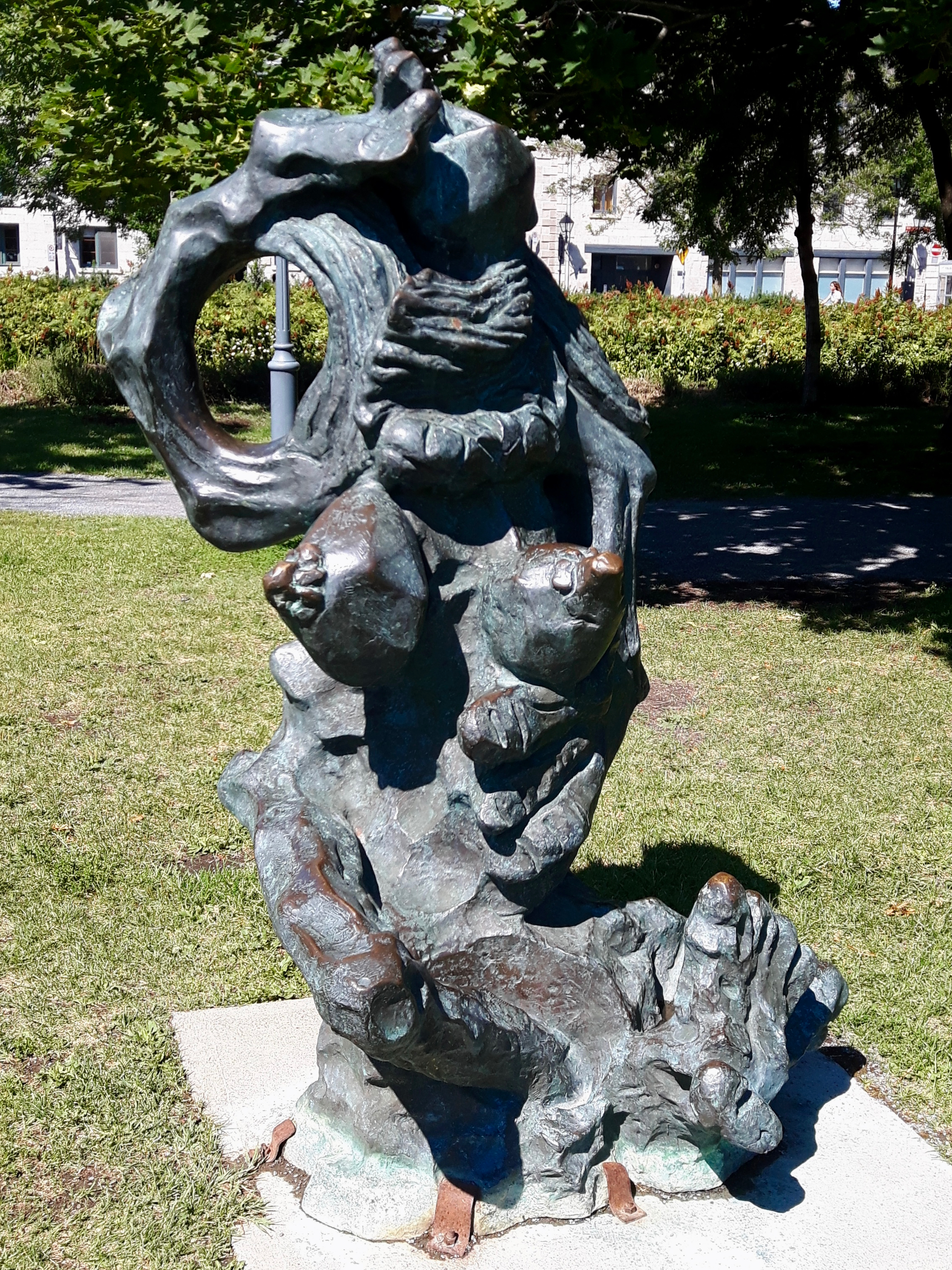
André Masson, Femme tourmentée

  - Méditation sur une feuille de chêne
  - Paysage iroquois
- Roberto Matta
  - Les Grands Transparents, dessin, noir et couleurs, sur papier[56]
  - The Hanged man (Le Pendu), huile sur toile[57]
  - Ici, Monsieur le Feu, mangez, huile sur toile[58]
- César Moro
  - Lettre d'amour, poèmes[59]
- Grace Pailthorpe
  - 24th february 1942, huile sur carton[60]
- Marc Patin
  - L’Amour n’est pas pour nous
  - Femme Magique, poèmes publiés clandestinement par les éditions La Main à plume
- Pablo Picasso
  - Tête de taureau, assemblage d'une selle et d'un guidon de bicyclette[61]
- Yves Tanguy
  - Divisibilité infinie, huile sur toile[62]
  - Le Palais aux rochers de fenêtres, huile sur toile[63]
- Dorothea Tanning
  - Birthday, huile sur toile[64]
- Toyen
  - L'Heure dangereuse, huile sur toile[65]
- Clovis Trouille
  - Le Grand poème d'Amiens, huile sur toile[66]
- Remedios Varo
  - Lady Milagra, écrit[67]